# 五桂山街道
五桂山街道是中国广东省中山市下辖的一个街道，因境内五桂山主峰得名，位于中山市的中部，在当地又惯称“五桂山区”，五桂山区的周边与中山市的东区街道、南区街道、南朗镇、板芙镇、三乡镇和珠海市交界，面積113平方公里。

## 历史
- 1983年，五桂山区公所成立。
- 1986年，改置为五桂山镇。
- 2005年，设立五桂山生态保护区，五桂山撤镇设立街道办事处。

## 人口
五桂山街道管轄4個村和2個社区。户籍人口7700人。外來人口3萬多人，主要是大、中专院校师生和外省勞工，另外亦有港澳人旅居。
截至2020年末，五桂山街道常住人口4.59萬人，户籍人口9471人。

## 經濟
五桂山街道的经济以工業、農業和旅遊業三方面为主。

### 農業
主要農產品包括稻谷、蔬菜、水果及家禽等。現時五桂山街道農用地中，耕地有6000多畝、果園有4000多畝、魚塘約670畝。飼養禽畜方面，包括養雞場、養豬場、養鴿場，甚至有珍稀動物養殖場。

### 工業
近年來該街道以招商引進外資投入發展，轄區內規劃了3個工業區：龍石工業區、長命水工業區及桂南工業區。三個工業區主要發展五金、絲織、礦泉水、家私工業、電子產品製造業等。

## 旅遊
五桂山街道旅遊資源豐富，被廣東省及中山市人民政府規劃為重點旅遊開發區。現時轄區內有88平方公里的山地，区内的“五桂雄峰”是中山十景之一。
- 市重點文物保護單位
  - 珠江抗日縱隊司令部（古氏宗祠）舊址
- 其他景點
  - 五桂山逍遙谷
  - 翠竹林漂流樂園
  - 中國養蜂博物館
  - 龍珠茶山
  - 聚華園

## 連結
- 五桂山辦事處信息網

1. ↑  https://stats.zs.gov.cn/zwgk/tjxx/tjnj/content/post_1937766.html